# S (linguagem de programação)
S é uma linguagem de programação estatística, desenvolvida por John Chambers, hoje é mantida por Rick Becker e Allan Wilks dos Laboratórios Bell.  De acordo com John Chambers o objetivo da linguagem é "facilitar e acelerar a transformação de ideias em software."
AS duas implementações modernas de S são R (linguagem de programação) e S-PLUS.